# Трансилванска камбанка
Трансилванска камбанка (Campanula transsilvanica) е декоративно растение от семейство Камбанкови ендемичен вид за България и Румъния.

## Разпространение
Трансилванската камбанка се среща по сухи каменисти места на надморска височина от 1900 до 2700 m. В България се среща в средна и западна Стара планина, Витоша (резерват Бистришко бранище), Рила и Пирин.

## Описание
Трансилванската камбанка е двугодишно тревисто растение с височина на стъблото 15 - 50 cm. Цъфти от май до август, цветовете са събрани в главичка.

## Природозащитен статус
Растението е защитен вид, включен в Приложение № 3 на Закона за биологичното разнообразие. Основните заплахи за съществуването му са унищожаването на местообитанията му и събиране на растението от туристи.